# Identidad moral
La identidad moral es un concepto dentro de la psicología moral relativo a la importancia de la moralidad para la identidad de una persona, típicamente interpretado como una diferencia individual similar a un rasgo o como un conjunto de esquemas crónicamente accesibles.

## El modelo de Blasi
Los estudios empíricos muestran que el razonamiento y la emoción sólo predicen moderadamente la acción moral. Académicos, como Blasi, comenzaron a proponer la identidad como un factor motivador en la motivación moral. Blasi propuso el modelo del yo de funcionamiento moral, que describía los efectos del juicio de responsabilidad de realizar una acción moral, el sentido de identidad moral y el deseo de autoconsistencia en la acción moral. Blasi también profundiza en la estructura de la identidad y su conexión con la moralidad. Según Blasi, hay dos aspectos que forman la identidad. Un aspecto se centra en los contenidos específicos que componen el yo (contenido de identidad objetivo), que incluyen ideales morales. El segundo se refiere a las formas en que se experimenta subjetivamente la identidad (experiencia de identidad subjetiva). A medida que el lado subjetivo de la identidad madura, el lado objetivo tiende a inclinarse hacia contenidos internos como valores, creencias y metas, en lugar de contenidos de identidad externos como aspectos físicos, comportamientos y relaciones. Una identidad subjetiva madura anhela un mayor sentido de autoconsistencia. Por tanto, la identidad serviría como motivación para la acción moral.
Los estudios de ejemplos morales han demostrado que la acción moral ejemplar a menudo resulta del entrelazamiento de metas y deseos personales con metas morales, y los estudios sobre el comportamiento moral también muestran una correlación entre la identidad moral y la acción. Hardy y Carlo también plantean preguntas críticas sobre el modelo de Blasi y proponen que los investigadores debieran buscar operacionalizar y medir mejor la identidad moral y aplicar los hallazgos a la educación moral y los programas de intervención.
Según la teoría de Blasi sobre el carácter moral, el carácter moral se identifica por el conjunto de la moralidad de la persona de virtudes y vicios. Teorizó que la fuerza de voluntad, los deseos morales y la integridad tienen la capacidad de una persona para actuar moralmente según el orden jerárquico de las virtudes. Creía que las virtudes «más elevadas» y complejas se expresan mediante la fuerza de voluntad, mientras que las virtudes «más bajas» y simplistas se expresan en la integridad. Básicamente afirmó que, para tener las virtudes inferiores, uno debe tener una o más de las virtudes superiores. Los objetivos finales del desarrollo moral de la identidad son establecer objetivos centrales y actuar en consecuencia, así como utilizar las fortalezas propias para marcar la diferencia.

## Otras perspectivas
Anne Colby y William Damon sugieren que la identidad moral de uno se forma a través de la sincronización de sus objetivos personales y morales por parte de ese individuo. Esta unidad de su yo y su moralidad es lo que los distingue de los no ejemplares y, a su vez, los hace excepcionales. Colby y Damon estudiaron la identidad moral a través de las narrativas de las activistas de derechos civiles Virginia Foster Durr y Suzie Valadez, quienes brindaron servicios a los pobres, cuyo comportamiento, acciones y obras de vida fueron considerados moralmente ejemplares por sus comunidades y aquellos con quienes vinieron. en contacto. Algunas características comunes que poseen estos ejemplos morales son la certeza, la positividad (por ejemplo, el disfrute del trabajo y el optimismo) y la unidad de uno mismo y las metas morales. 
La investigación sugiere que una «transformación de metas» tiene lugar durante la evolución de la identidad y el desarrollo moral de uno y, por lo tanto, no es un ejercicio de autosacrificio sino uno realizado con gran alegría; Los ejemplares morales ven sus objetivos personales y objetivos morales como sinónimos. Esta transformación no siempre es un proceso deliberado y suele ser un proceso gradual, pero también puede desencadenarse rápidamente por un acontecimiento desencadenante.  Los eventos desencadenantes pueden ser cualquier cosa, desde un momento poderoso en una película hasta un evento traumático de la vida o, como en el caso de Suzie Valadez, la percepción de una visión de Dios. En muchos de los ejemplos morales entrevistados, los acontecimientos desencadenantes y la transformación de objetivos no tuvieron lugar hasta los 40 años. Se dice que los ejemplares morales tienen las mismas preocupaciones y compromisos que otras personas morales, pero en mayor grado, «extensiones en alcance, intensidad y amplitud». Además, los ejemplares poseen la capacidad de estar abiertos a nuevas ideas y experiencias, también conocida como «receptividad activa»a cosas exteriores a ellos mismos.
Daniel Hart realizó un estudio utilizando adolescentes afroamericanos y latinoamericanos (Care Exemplars) para ver cómo los adolescentes que participaban en niveles ejemplares de conducta prosocial se veían a sí mismos en varios aspectos. Para estudiar empíricamente el autoconcepto, utilizó cuatro modelos conceptuales diferentes para ilustrar el concepto de sí mismo en relación con el comportamiento prosocial: el autoconcepto como contenido, el autoconcepto como espacio semántico, el autoconcepto como jerarquía de sí mismos y el autoconcepto. como teoría. Los hallazgos sugirieron que los ejemplos de atención a adolescentes formularon su autoconcepto de manera diferente a sus pares comparables en varias formas notables. En las secciones abiertas de autodescripción, los ejemplos de atención tenían más probabilidades de hacer referencias a rasgos morales y objetivos morales en comparación con el grupo de comparación. Sin embargo, estas referencias eran todavía relativamente pequeñas. En el modelo de jerarquía del yo, se demostró que los ejemplos de cuidado incorporaban su «yo ideal» en su «yo real». Entre el grupo ejemplar hubo más incorporación de representaciones de los padres con el «yo real», que de relaciones con los pares. Por lo tanto, hubo más incorporación de representaciones de su mejor amigo o de lo que el mejor amigo espera de sí mismo entre los adolescentes de comparación. Esta falta de representación de pares puede deberse a la alienación que puede ocurrir entre un ejemplo de cuidado y su amigo, a pesar del altruismo que se desarrolla debido al comportamiento prosocial. En un modelo de autoconcepto como teoría, los ejemplares se encontraban con mayor frecuencia en el nivel 4, un nivel de autoteoría poco común alcanzado por los adolescentes, pero más común entre los ejemplares. Además, también eran más propensos a enfatizar los objetivos académicos y las actividades morales típicas en comparación con los adolescentes de comparación. En un análisis del espacio semántico relacionado con el autoconcepto, los ejemplos de atención tenían más probabilidades de ver su yo pasado, presente y futuro de una manera más continua. En el mismo tema, los adolescentes de comparación indicaron una mayor distinción entre las representaciones pasadas y las futuras, lo que indica una menor estabilidad del yo. Sin embargo, no hubo diferencias significativas entre los ejemplares y el grupo de control con respecto al conocimiento moral, lo que indica que no hay sofisticación genética o de desarrollo entre los grupos. En general, ambos grupos mostraron poca o ninguna diferencia en la propiedad de los juicios morales, a pesar de las diferencias en los autoconceptos y las acciones prosociales.
David Wong propone que pensemos en las culturas en analogía con una conversación, hay personas con diferentes creencias, valores y normas que pueden expresar su opinión en voz alta o en voz baja, pero con el paso del tiempo estos factores pueden cambiar. Una cultura moral puede proporcionar a otros miembros una especie de «lenguaje» en el que hay mucho espacio para diferentes «dialectos», lo que permite establecer y expresar más las identidades morales. Las ideas opuestas pueden crear conflictos entre personas cercanas a nosotros, como familiares y amigos, y extraños. Esto puede conllevar un mayor riesgo al intentar decidir el mejor curso de acción en el que cualquiera de las partes se verá afectada. En esencia, la noción de la teoría de Wong es que para definir nuestra verdadera moralidad, en última instancia se reduce a la aceptación y la capacidad de acomodarnos dentro y entre las culturas de todo el mundo. También cree que el concepto de cultura como conversación ayudará a reducir los problemas relacionados con las fronteras entre culturas, conciliará la autonomía con el aspecto cultural de la identidad moral y cuestionará la comprensión de una identidad moral sana y bien desarrollada.
Un «yo moral» se fomenta mediante una crianza mutuamente receptiva en la infancia. Los niños con padres receptivos desarrollan más empatía, prosocialidad, un yo moral y conciencia. Darcia Narváez describe los elementos neurobiológicos y sociales de la experiencia temprana y sus efectos sobre las capacidades morales.
El yo moral surge cuando las personas integran valores morales en su concepto de sí mismos. La investigación sobre el yo moral se ha centrado principalmente en la adolescencia como un período crítico para la integración del yo y la moralidad (es decir, el yo y la moralidad se consideran tradicionalmente como constructos separados que se integran en la adolescencia. Sin embargo, el yo moral puede establecerse alrededor de los 2 o 3 años de edad De hecho, los niños de tan solo 5 años son capaces de identificarse consistentemente con ciertas preferencias morales de comportamiento. El yo moral de los niños también predice cada vez más las emociones morales con la edad.

## Asociación con el comportamiento moral
Un metaanálisis de 2016, que resumió 111 estudios, informó que la identidad moral se asocia positivamente (aunque solo modestamente) con el comportamiento moral, y concluyó que «la identidad moral no funciona mejor como predictor de la acción moral que otras construcciones psicológicas».